# Biblia Satanică
Biblia Satanică este o colecție de eseuri, observații și ritualuri publicate de Anton LaVey în 1969. Este textul religios central al satanismului LaVeyan și este considerat fundamentul filosofiei și dogmei sale. A fost descris ca fiind cel mai important document de impact asupra satanismului contemporan. Deși Biblia satanică nu este considerată a fi o scriptură sacră în felul în care Biblia creștină este pentru creștinism, sataniștii LaVeyan o consideră un text cu autoritate deoarece este un text contemporan care a atins statutul scriptural pentru ei.  Ea exaltă virtuțile explorării propriei naturi și a instinctelor. Credincioșii au fost descriși ca „sataniști atei” deoarece ei cred că Dumnezeu și Satana nu sunt entități exterioare, ci mai degrabă proiecții ale propriei personalități a unui individ - forțe binevoitoare și stabilizatoare în viața lor.  Au existat treizeci de ediții ale Bibliei Satanice, vândute în peste un milion de exemplare.
Biblia Satanică este compusă din patru cărți: Cartea lui Satana, Cartea lui Lucifer, Cartea lui Belial și Cartea lui Leviatan. Cartea Satanei contestă Cele Zece Porunci și Regula de Aur și promovează epicureismul. Cartea lui Lucifer deține cea mai mare parte a filozofiei din Biblia Satanică, cu douăsprezece capitole care discută subiecte precum îngăduința, iubirea, ura și sexul. LaVey folosește cartea și pentru a risipi zvonurile despre religie. În Cartea lui Belial, LaVey detaliază ritualuri și magie. El discută despre mentalitatea și concentrarea necesare pentru îndeplinirea unui ritual și oferă instrucțiuni pentru trei ritualuri: cele pentru sex, compasiune sau distrugere.  Cartea lui Leviatan oferă patru invocații pentru Satan, poftă, compasiune și distrugere.  Enumeră, de asemenea, cele nouăsprezece chei enochiene (adaptate din cheile enohiene ale lui John Dee), furnizate atât în traducere enohiană, cât și în engleză.
Au existat atât reacții pozitive, cât și negative la Biblia Satanică. A fost descrisă drept „ascuțită” și „influentă”. Critica la adresa Bibliei Satanice provine atât din îndoielile asupra scrisului lui LaVey, cât și din dezaprobarea conținutului în sine. LaVey a fost criticat pentru plagiatul secțiunilor și s-au făcut acuzații că filozofiile sale sunt în mare măsură împrumutate.  Au fost făcute încercări de a interzice cartea în școli, biblioteci publice și închisori,   deși aceste încercări sunt oarecum rare.